# American Gong
American Gong — восьмой студийный альбом американской инди-рок группы Quasi из Портленда (штат Орегон). Он был выпущен 23 февраля 2010 года на лейбле Kill Rock Stars. В Европе альбом был выпущен лейблом Domino Records. Существует делюксовая двухдисковая версия альбома, включающая диск-компиляцию под названием So Far So Good: A Quasi Anthology.
В группе играют бывшие супруги Сэмуель Кумс (вокал, гитара, клавишные, бас) и Джанет Вайсс (вокал и ударные, из группы Sleater-Kinney).

## Отзывы
| Совокупная оценка  | Совокупная оценка |
| Источник           | Оценка            |
| ------------------ | ----------------- |
| Metacritic         | 71/100            |
| Оценки критиков    |                   |
| Источник           | Оценка            |
| AllMusic           | [ 2 ]             |
| The A.V. Club      | B−                |
| The Boston Phoenix | [ 4 ]             |
| MSN Music          | A−                |
| musicOMH           | [ 6 ]             |
| NME                | 6/10              |
| Pitchfork          | 7.2/10            |
| PopMatters         | 3/10              |
| Spin               | 7/10              |

Альбом получил смешанные отзывы музыкальных критиков. Тим Сендра из AllMusic отметил, что «На седьмом альбоме Quasi American Gong произошли изменения. Прежде всего, это добавление Джоанны Болме на бас-гитаре и вокале, но более важным является изменение в их звучании. До этого альбома группа была построена в основном на клавишных и ударных, а вокал Сэма Кумса и Джанет Вайс переплетался с их голосом. Результат — разочаровывающий опыт прослушивания, который заставляет вас пожалеть, что изменения в их звучании не оказались такими мимолётными. Тем не менее, если вы продержались рядом с группой так долго, здесь нет ничего, что заставило бы вас пожалеть об этом».

## Список композиций
| №                   | Название                       | Длительность |
| ------------------- | ------------------------------ | ------------ |
| 1.                  | «Repulsion»                    | 4:22         |
| 2.                  | «Little White Horse»           | 4:32         |
| 3.                  | «Everything & Nothing at All»  | 4:34         |
| 4.                  | «Bye Bye Blackbird»            | 6:35         |
| 5.                  | «The Jig Is Up»                | 2:31         |
| 6.                  | «Black Dogs & Bubbles»         | 4:53         |
| 7.                  | «Death Is Not the End»         | 2:34         |
| 8.                  | «Rockabilly Party»             | 3:45         |
| 9.                  | «Now What»                     | 2:27         |
| 10.                 | «Laissez Les Bon Temps Rouler» | 4:53         |
| 11.                 | «Howler»                       | 0:41         |
| Общая длительность: | Общая длительность:            | 41:47        |

### Список трековSo Far So Good: A Quasi Anthology
| №   | Название песни                | Время | Год  | Оригинальный релиз       |
| --- | ----------------------------- | ----- | ---- | ------------------------ |
| 1.  | «R&B Transmogrification»      | 2:29  | 1997 | R&B Transmogrification   |
| 2.  | «Our Happiness is Guaranteed» | 3:15  | 1998 | Featuring "Birds"        |
| 3.  | «Sunshine Sounds»             | 7:11  | 2003 | Hot Shit                 |
| 4.  | «Alice the Goon»              | 4:16  | 2006 | When the Going Gets Dark |
| 5.  | «All the Same»                | 4:05  | 1999 | Field Studies            |
| 6.  | «It’s Hard to Turn Me On»     | 4:33  | 1998 | Featuring "Birds"        |
| 7.  | «The Sword of God»            | 4:55  | 2001 | The Sword of God         |
| 8.  | «A Case of No Way Out»        | 4:12  | 2001 | The Sword of God         |
| 9.  | «Sea Shanty»                  | 4:08  | 1998 | Featuring "Birds"        |
| 10. | «Mama Tried»                  | 3:42  | 2003 | Hot Shit                 |
| 11. | «Invisible Star»              | 5:06  | 2006 | When the Going Gets Dark |
| 12. | «The Poisoned Well»           | 2:08  | 1998 | Featuring "Birds"        |
| 13. | «Nothing, Nowhere»            | 3:13  | 2001 | The Sword of God         |